# Человек-микросхема
Человек-микросхема — американский научно-фантастический фильм-апокалипсис 1990 года, снятый режиссёром Стивеном Лови. В 1994 году вышел фильм-продолжение Человек-микросхема 2.

## Сюжет
События в фильме происходят после всемирного апокалипсиса. Воздух отравлен, природный мир уничтожен, и лишь полчища зверей-мутантов бродят по безжизненной планете. Выжившие люди вынуждены жить под землёй. Единственным своего рода удовольствием для них являются наркотики в виде микросхем, вставляющиеся прямо в мозг.
Лори, женщина-телохранитель, и романтически настроенный андроид Дэннер похищают кейс с контрабандными чипами и отправляется в сложное путешествие из Лос-Анджелеса к руинам Нью-Йорка. В пути их преследуют полицейские и бандиты. За Лори охотится опасный преступник, человек-микросхема по прозвищу Плагхэд, в его планах подключиться к мозгу прекрасной Лори.

## В ролях
- Джим Метцлер [англ.] — Дэннер
- Дана Уиллер-Николсон — Лори
- Лу Леонард [англ.] — Джюс
- Вернон Уэллс — Плагхэд
- Барбара элин Вудс — Йойо
- Деннис Кристофер — Пиявка
- Стивен Боттомли — бармен
- Барни Бурман [англ.] — Обманщик
- Энди Голдберг — Кальмар

## Производство
Человек-микросхема стал адаптацией студенческой работы Стивена Лови, которую он снял во время учёбы в университете UCLA.  Съёмки были начаты в июле 1989 в Лос-Анджелесе и в долинах Калифорнии